# لوان سانادزه
لوان سانادزه (گرجی: ლევან სანაძე؛ ۱۶ اوت ۱۹۲۸ – ۲۴ اوت ۱۹۹۸) دونده، و ورزشکار دو و میدانی اهل اتحاد جماهیر شوروی سوسیالیستی بود.